# Schiandra González
Schiandra Yael González Jurado (4 de julio de 1995) es una futbolista panameña que juega como mediocampista del Santa Fe FC de la Liga de Fútbol Femenino de Panamá.

## Trayectoria
González nació en David.
En el 2018 comenzó a jugar en la Liga de Fútbol Femenino, con el San Francisco FC disputó Liga de Fútbol Femenino 2018. En el 2019 jugó para Estrellas Chiricanas. En abril de 2019 fue presentada como nueva jugadora del Santa Gema FC. A mitad del 2019 fue anunciada como nueva jugadora del Atlético Chiriquí. Torneo Apertura 2019 LFF. En el 2020 fue anunciada como nueva jugadora del Tauro FC. Fue subcampeona del Torneo Edición 2020 LFF. El 18 de diciembre de 2020 fue anunciada su baja del club.
El 5 de febrero de 2021, fue anunciada como nueva jugadora del SUVA Sports en Costa Rica. Disputó Torneo de Apertura 2021. A mitad del 2021 fue anunciada como nueva jugadora del Atlético Chiriquí. Disputó el Torneo Clausura 2021 LFF en donde llegaron hasta la semifinales.
El 22 de diciembre de 2021, fue anunciada como nueva jugadora del CD Plaza Amador. Quedó subcampeona de la Liga de Fútbol Femenino 2022.
En el 2023 fue anunciado su regreso al Tauro FC, saliendo campeona del Torneo Apertura 2023 LFF.
El 22 de enero de 2024, fue anunciada como nueva jugadora Santa Fe FC. Salió campeona del Torneo Apertura 2024 Liga de Fútbol Femenino.

## Selección nacional

### Categorías inferiores
González fue convocado de la selección sub-17 de Panamá para disputar el Campeonato Femenino Sub-17 de la Concacaf de 2012 en donde jugó 3 partidos.

### Selección absoluta
Hizo su debut absoluto el 24 de marzo de 2018 en un empate amistoso 1-1 contra Trinidad y Tobago. Disputó el Campeonato Femenino de la Concacaf de 2022 en donde jugó 3 partidos. Formó parte del plantel que disputó la Copa Mundial Femenina de Fútbol de 2023 donde jugó los 3 partidos.

## Clubes
| Club                 | País       | Año         |
| -------------------- | ---------- | ----------- |
| San Francisco FC     | Panamá     | 2018        |
| Estrellas Chiricanas | Panamá     | 2019        |
| Santa Gema FC        | Panamá     | 2019        |
| Atlético Chiriquí    | Panamá     | 2019-2020   |
| Tauro FC             | Panamá     | 2020        |
| SUVA Sports          | Costa Rica | 2021        |
| Atlético Chiriquí    | Panamá     | 2021        |
| CD Plaza Amador      | Panamá     | 2021-2022   |
| Tauro FC             | Panamá     | 2023        |
| Santa Fe FC          | Panamá     | 2024 - Act. |

## Palmarés

### Títulos nacionales
| Título           | Club        | País   | Año    |
| ---------------- | ----------- | ------ | ------ |
| Primera División | Tauro FC    | Panamá | 2023-A |
| Primera División | Santa Fe FC | Panamá | 2024-A |

### Títulos internacionales
| Título                 | Club        | País   | Año  |
| ---------------------- | ----------- | ------ | ---- |
| Copa Interclubes Uncaf | Santa Fe FC | Panamá | 2024 |